# Organizzazione dei Nazionalisti Ucraini
L'Organizzazione dei Nazionalisti Ucraini, noto anche con l'acronimo OUN (in ucraino Організація українських націоналістів, ОУН?, Orhanizacija ukraïns'kych nacionalistiv) è stato un partito politico nazionalista e fascista fondato nel 1929 da esuli ucraini anticomunisti e anti-russi nella città di Vienna.
L'OUN emerse, dopo la sconfitta dell'Ucraina nella guerra polacco-ucraina, come un'unione tra l'Organizzazione militare ucraina, gruppi minori della destra radicale e nazionalisti e intellettuali ucraini di destra rappresentati da Dmytro Doncov (il quale, dato lo status dell’OUN di gruppo terrorista clandestino, vi rifiutò ruoli di dirigenza e responsabilità ), Jevhen Konovalec', Mykola Scibors'kyj e altre figure.

## Ideologia
La strategia dell'OUN per raggiungere l'indipendenza ucraina includeva la violenza e il terrorismo contro i nemici interni e stranieri percepiti, in particolare l'Unione Sovietica, la Polonia e la Cecoslovacchia, che controllavano il territorio abitato da ucraini etnici. Un manifesto dell'OUN del 1941 affermava esplicitamente che "durante il periodo di caos e confusione, dovremmo cogliere l'opportunità di liquidare i polacchi, i moscoviti e gli ebrei". L'organizzazione cercò anche di infiltrare i partiti politici legali, le università e altre strutture e istituzioni politiche.
Dall'aprile 1941 la frangia dell'OUN sostenitrice di Stepan Bandera (OUN-B) si avvicinò molto all'ideologia del fascismo italiano e i suoi membri sostenevano programmi di allevamento selettivo per la creazione di una razza ucraina "pura". L'OUN-B iniziò a usare il saluto fascista e la bandiera rosso e nera i cui colori simbolizzavano il Blut und Boden.
 

A proposito della fisionomia ideologica assunta nel corso dei decenni dal movimento, lo studioso Oleksandr Zajcev afferma che 
"[...] Il nazionalismo integrale ucraino si sviluppò in assenza di un proprio Stato nazionale e fu, anzitutto, un movimento radicale di liberazione nazionale, ma questo suo carattere non precluse un'ibridazione con i modelli fascisti. Per Dontsov, i suoi seguaci e l'OUN, la liberazione e l'indipendenza nazionale erano i principali obiettivi, mentre idee e metodi fascisti erano gli strumenti per raggiungerli o i mezzi preferibili (ma non esclusivi) per costruire lo stato dopo l'indipendenza. Nel corso degli anni Trenta, sperimentarono un'intensa "fascistizzazione", che sfociò in un'ideologia ibrida in cui si intrcciavano elementi di liberazione nazionale e di fascismo. La definizione più appropriata per questo movimento ideologico è 'nazionalismo integrale protofascista in assenza di Stato nazionale'. "

## Storia

Emblema dell'OUN-B e dell'Esercito insurrezionale ucraino (UPA)

La fondazione e la nascita del movimento va inquadrata nel contesto di una generale radicalizzazione della politica dopo la prima guerra mondiale, che si accentuò specialmente negli anni Trenta. Sin dal 1920 i veterani ucraini della guerra civile antisovietica e antipolacca del 1917-20 (da essi detta  "lotta di liberazione") avevano creato una formazione militare clandestina guidata dal colonnello Jevhen Konovalec'. Alle file di questi "vecchi" nazionalisti si unirono molti giovani, i quali erano pronti a uccidere e morire per la causa della libertà nazionale e consideravano dei deboli i nazionalisti dell'Ottocento come Drahomanov, che vedevano la questione ucraina solo come un tassello del generale progresso umano verso la democrazia e la libertà. L'OUN venne fondata ufficialmente nel 1929 a Vienna; molti dei suoi membri erano studenti a Praga e il principale terreno di azione era la Polonia tra le due guerre, mentre il nemico supremo era incarnato dall'URSS. All'inizio degli anni Trenta Stepan Bandera prese la direzione dell'organizzazione in Polonia e proclamò il passaggio al terrore attivo; qualcosa di simile avevano fatto i populisti russi negli anni tra il 1870 e il 1881. L'atto più clamoroso fu l'omicidio di Bronislaw Pieracki, ministro degli interni polacco nel 1934 e quello del console sovietico a Leopoli nel 1933.
Nel 1940, l'OUN si spaccò in due fazioni, a seguito dell'omicidio per mano sovietica del vecchio e carismatico leader Konovalec'. I membri più vecchi, più moderati, sostenevano Andrij Mel'nyk (OUN-M), mentre i membri più giovani e radicali sostenevano Stepan Bandera (OUN-B). L'OUN-B, con l'"Atto di restaurazione dello Stato ucraino", annunciò la creazione di uno Stato ucraino indipendente nel giugno 1941, mentre la regione era sotto il controllo della Germania nazista, dichiarando di voler sostenere i piani espansionistici nazisti e giurando fedeltà ad Adolf Hitler. In risposta, la dirigenza dell'OUN fu imprigionata dalle autorità naziste, per poi essere successivamente rilasciata per permetterle di collaborare con le truppe occupanti naziste. Nell'ottobre 1942 l'OUN-B fondò l'Esercito Insurrezionale Ucraino (UPA), guidato da Roman Šuchevyč.
Nel 1943/1944 le unità militari dell'UPA portarono a termine pulizie etniche su larga scala contro le popolazioni polacche ed ebraiche. Gli storici stimano che 60 000-100 000 civili polacchi furono massacrati in Volinia e Galizia orientale.
Dopo la guerra, l'UPA combatté contro le forze di occupazione sovietiche e polacche. Durante l'operazione Vistola nel 1947, il governo polacco deportò 140.000 civili ucraini al fine di eliminare la base di sostegno per l'UPA. Nella lotta le forze sovietiche uccisero in combattimento 20 000 membri dell'UPA e arrestarono o deportarono circa 337 000 persone, tra combattenti, le loro famiglie e i loro sostenitori.
Durante la guerra fredda, l'OUN fu segretamente sostenuta dalle agenzie di spionaggio occidentali, compresa la CIA.
Ci sono numerose organizzazioni politiche ucraine di estrema destra che asseriscono di essere eredi delle tradizioni politiche dell'OUN, comprese Svoboda, Pravyj Sektor, l'Assemblea Nazionale Ucraina e il Congresso dei Nazionalisti Ucraini. Il ruolo dell'OUN rimane contraddittorio nella storiografia, in quanto questi tardi eredi politici hanno sviluppato una letteratura che, da un lato, nega l'eredità politica fascista dell'organizzazione e la collaborazione con la Germania nazista, mentre nello stesso tempo celebra le Waffen - SS Galizien.

## Riabilitazione
Un certo numero di organizzazioni politiche ucraine contemporanee di estrema destra affermano di essere eredi delle tradizioni politiche dell'OUN, tra cui Svoboda, Pravyj Sektor, UNA-UNSO e il Congresso dei Nazionalisti Ucraini. Secondo lo storico Per Anders Rudling, uno dei motivi per cui il ruolo dell'OUN rimane contestato nella storiografia è il fatto che alcuni di questi successivi eredi politici svilupparono una letteratura che giustificava o negava l'eredità politica fascista dell'organizzazione e la collaborazione con la Germania nazista.
Il 1º ottobre 2023, durante la Giornata dei difensori, il presidente ucraino Volodymyr Zelens'kyj ha intitolato il 131º battaglione di ricognizione separato delle forze di terra in onore del fondatore dell'OUN Jevhen Konovalec'.
Il giornalista ucraino Illia Ponomarenko ha dichiarato che solo a partire dal 1991, con la proclamazione dell'indipendenza dell'Ucraina, si riprese a parlare pubblicamente dei veterani dell'OUN, in quanto sarebbero stati demonizzati durante il periodo sovietico. Durante l'amministrazione 2005-2009 di Viktor Juščenko, divenuto presidente a seguito dell'elezioni successive alla rivoluzione arancione, ci furono diversi tentativi di fornire agli ex combattenti nazionalisti ucraini lo status di veterano ufficiale, ma tutti fallirono. Ponomarenko ritiene che nel 2014, l'accendersi del conflitto nel Donbass acutizzò l'interesse verso questi, ispirando anche la formazione di nuovi gruppi paramilitari ultranazionalisti come Pravyj Sektor. Nel marzo 2019 gli ex combattenti dell'OUN e altri ex membri viventi di gruppi armati nazionalisti ucraini irregolari attivi durante la seconda guerra mondiale e il primo decennio dopo la guerra, hanno ricevuto ufficialmente lo status di veterani. A seguito di ciò hanno potuto ricevere i benefici per i veterani, inclusi trasporti pubblici gratuiti, servizi medici sovvenzionati, aiuti monetari annuali e sconti sui servizi pubblici, potendo godere degli stessi benefici sociali degli ex soldati ucraini dell'Armata Rossa dell'Unione Sovietica.

### Esplicative
1. ↑  Šechovcov scrive: «Nel 1926, Doncov pubblicò il suo magnum opus, Nazionalismo, nel quale esponeva l'ideologia del nazionalismo ucraino (Doncov 1926). Pur riferendosi frequentemente a opere di pensatori quali Friedrich Nietzsche, Georges Sorel e Charles Maurras, Doncov nondimeno riuscì a creare una dottrina fascista indigena, nella quale il pensiero ultranazionalista rivoluzionario europeo fu introdotto nel contesto ucraino. In seguito alla pubblicazione di Nazionalismo, Doncov si diede da fare per volgere ulteriormente le organizzazioni sociopolitiche nazionaliste dell'Ucraina occidentale in una direzione fascista e tradusse personalmente la Dottrina del Fascismo di Mussolini in ucraino, oltre ad alcuni capitoli dal Mein Kampf di Adolf Hitler. Doncov pubblicò anche numerosi opuscoli che presentavano biografie dei suddetti capi fascisti. Il bisogno di combinare funzioni politiche con attività sovversive e militari contro la Polonia, la Romania e la Cecoslovacchia (che occupavano i territori ucraini occidentali) ebbe come risultato l'integrazione dell'UVO e di gruppi minori della destra radicale nella illegale Orhanizacija ukraïns'kych nacionalistiv (Organizzazione dei nazionalisti ucraini, OUN) nel 1929. Jevhen Konovalec' divenne il principale leader dell'OUN, 'un movimento spirituale e politico nato dalla natura interiore della Nazione ucraina nel momento della sua intensa lotta per i fondamenti e gli obiettivi dell'esistenza creativa'. In termini di dottrina, l'OUN fu debitore delle opere di Dmytro Doncov (che, tuttavia, non si unì mai all'organizzazione), nonché ad alcuni ideologi all'interno dell'OUN, in particolare Mykola Scibors’kyij, Volodymyr Martynec' e Julijan Vassyjan. Prendendo in considerazione il consenso emergente per gli "studi fascisti", che riflette la crescente accettazione accademica della generica interpretazione del fascismo come forma di ultranazionalismo rivoluzionario, l'ideologia dell'OUN può essere considerata fascista. Sebbene l'OUN prestasse molta attenzione al lato ideologico della sua lotta e si sforzasse di infiltrare i partiti politici legali, le università e le altre strutture, essa proseguiva le attività terroristiche, che erano precedentemente associate con l'UVO. Tra le uccisioni condotte dall'OUN vi furono gli assassini di Aleksej Mailov, l'addetto al consolato sovietico di Leopoli nel 1933, di Ivan Babij, ucciso per errore, il rispettato direttore del Ginnasio ucraino di Leopoli nel 1934, e del notorio Bronisław Pieracki, il Ministro dell'interno polacco nel 1934, un bigotto antiucraino dichiarato e un supremazista polacco.»[8]
2. ↑  Rudling scrive: «Fortemente orientata verso le potenze dell'asse, l'OUN era impegnata nella purezza etnica. Il fondatore dell'OUN Jevhen Konovalec' (1891–1938) affermò che il suo movimento stava "muovendo guerra contro i matrimoni misti" con i Polacchi, i Russi e gli Ebrei, gli ultimi dei quali egli descriveva come “nemici della nostra rinascita nazionale" (Carynnyk, 2011, p. 315). Dopo che Konovalec' stesso fu assassinato dalla polizia segreta sovietica, nel 1938, il movimento si spaccò in due ali, i seguaci di Andrij Mel'nyk (1890–1964) e quelli di Stepan Bandera (1909–1959), noti rispettivamente come Melnykisti, OUN(m), e Banderisti, OUN(b). Entrambe le ali si impegnarono entusiasticamente nella nuova Europa fascista.»[11]
3. ↑  Rudling scrive: «Dopo la guerra, l'UPA continuò una lotta senza speranza contro le autorità sovietiche fino al 1953, nella quale esse uccisero 20.000 Ucraini. Le autorità uccisero 153.000 persone, ne arrestarono 134.000 e deportarono 203.000 membri dell'UPA, simpatizzanti e loro famiglie (Siemaszko, 2010, p. 93; Motyka, 2006, p. 649).»[11]
4. ↑  Rudling scrive: «Dopo il 1991, l'OUN affrontò considerevoli difficoltà a reinsediarsi nell'Ucraina indipendente. Essa si spaccò fra il Congresso dei Nazionalisti Ucraini (KUN) in Ucraina e l'OUN(b) emigrata, guidata da emigrati di seconda generazione in Germania e Australia. Oggi, non meno di quattro organizzazioni asseriscono di essere eredi di Stepan Bandera — il KUN e l'OUN(b) emigrata, il "Tryzub imeni Bandery" clandestino (“Trident”), e la VO Svoboda (Kuzio, 2011). Quest'ultima fu fondata inizialmente a Leopoli nel 1991 come Partito Social-Nazionale dell'Ucraina attraverso la fusione di un numero di organizzazioni ultranazionaliste e di confraternite studentesche. La sua ideologia era ispirata all'ideologia di Stets'ko delle "due rivoluzioni", una nazionale e una sociale. Come simbolo del partito, essa scelse un'immagine speculare del cosiddetto Wolfsangel, o uncino del lupo, che era usato da varie divisioni delle SS e, dopo la guerra, da organizzazioni neonaziste. Essa organizzò una guardia paramilitare e reclutò nei suoi ranghi teste rasate e teppisti del calcio. Il suo richiamo sugli elettori ucraini fu limitato.[11]
5. ↑  Rudling scrive: «Le fazioni dell'OUN erano in disaccordo sulla strategia e sull'ideologia ma condividevano un impegno nella fabbricazione di un passato storico basato sulla vittimizzazione e sull'eroismo. Gli emigrati svilupparono un'intera letteratura che negava il fascismo dell'OUN, la sua collaborazione con la Germania nazista e la sua partecipazione alle atrocità, presentando invece l'organizzazione come composta di democratici e pluralisti che avevano salvato gli Ebrei durante l'Olocausto. La narrazione della diaspora era contraddittoria, combinando le celebrazioni delle presunta lotta di resistenza antinazista dell'OUN-UPA con quelle delle Waffen - SS Galizien, una formazione collaborazionista ucraina fondata da Heinrich Himmler nel 1943 (Rudling, 2011a, 2011c, 2012a).»[11]

### Bibliografiche
1. 1 2 3 4  (EN) John-Paul Himka, The Organization of Ukrainian Nationalists and the Ukrainian Insurgent Army: Unwelcome Elements of an Identity Project, in Ab Imperio, 4/2010,  p. 87, DOI:10.1353/imp.2010.0101.
«OUN was indeed a typical fascist organization as shown by many of its features: its leader principle (Führerprinzip), its aspiration to ban all other political parties and movements, its fascist-style slogan (Slava Ukraini! Heroiam slava!), its red and black flag, its raised-arm salute, its xenophobia and anti-Semitism, its cult of violence, and its admiration of Hitler, Mussolini, and other leaders of fascist Europe»
2. 1 2  (EN) Anthony Faiola, A ghost of World War II history haunts Ukraine’s standoff with Russia, in The Washington Post, 25 marzo 2014. URL consultato il 19 dicembre 2019.
3. ↑  (PL) Nie ma zgody na kłamstwo, su fok.waw.pl, Federacja Organizacji Kresowych (archiviato dall'url originale il 28 dicembre 2016).
«Według danych oficjalnych, pod wpływem OUN pozostawało podczas wojny ok. 300 tys. Ukraińców»
4. ↑  (EN) Ivan Katchanovski, The Politics of World War II in Contemporary Ukraine, in Journal of Slavic Military Studies, vol. 27, n. 2, 2014,  p. 214, DOI:10.1080/13518046.2013.844493.
«The greeting ‘Slava Ukraini’ (Glory to Ukraine) and a fascist-style hand salute were modeled by the OUN on a basis of similar greetings and salutes by other fascist and semi-fascist parties in Germany (the National Socialist German Workers Party led by Adolf Hitler), Italy (the National Fascist Party led by Benito Mussolini), and Croatia (Ustasha led by Ante Pavelic)»
5. ↑  (EN) New 'Glory to Ukraine' army chant invokes nationalist past, in Deutsche Welle, 24 agosto 2018.
6. ↑   Simone Attilio Bellezza, Il tridente e la svastica. L'occupazione nazista in Ucraina orientale, FrancoAngeli,  p. 211, ISBN 9788856828153.
7. ↑  (EN) Trevor Erlacher, Ukrainian Nationalism in the Age of Extremes. An Intellectual Biography of Dmytro Dontsov, in Harvard Series in Ukrainian Studies, Cambridge, Harvard University Press, 2021,  p. 233, ISBN 9780674250932. URL consultato il 13 maggio 2022.
8. 1 2 3 4   Anton Shekhovtsov, The Creeping Resurgence of the Ukrainian Radical Right? The Case of the Freedom Party, in Europe-Asia Studies, vol. 63, n. 2, marzo 2011,  pp. 207-210, DOI:10.1080/09668136.2011.547696. URL consultato il 13 febbraio 2014.
9. ↑   Ukraine’s leader in the ﬁght against Jew-hate bends Holocaust history, su thejc.com.
10. ↑   David Marples, HEROES AND VILLAINS,  pp. 79,123.
11. 1 2 3 4 5 6 7 8 9 10   Per Anders Rudling, The Return of the Ukrainian Far Right: The Case of VO Svoboda, in Wodak e Richardson (a cura di), Analysing Fascist Discourse: European Fascism in Talk and Text, New York, Routledge, 2013,  pp. 229–35. URL consultato il 13 febbraio 2014.
12. ↑  (EN) Per Anders Rudling, Eugenics and racial anthropology in the Ukrainian radical nationalist tradition (PDF), in Science in Context, vol.1: Scientific Medicine and the Politics of Public Health: Minorities in Interwar Eastern Europe, n. 32, Cambridge University Press, 24 maggio 2019,  pp. 67-91, DOI:10.1017/S0269889719000048, ISSN 1474-0664 (WC · ACNP). URL consultato il 10 maggio 2022.
13. 1 2   Oleksandr Zaitsev, Il nazionalismo integrale in assenza di Stato nazione: il caso ucraino, in Le destre europee; conservatori e radicali tra le due guerre, collana Studi superiori, Roma, Carocci, 2021,  p. 109, ISBN 9788829011698.
14. ↑   Yaroslav Hrytsak, Storia dell'Ucraina. Dal medioevo ad oggi, Bologna, Il Mulino, 2023, ISBN 978-88-15-38343-3.
15. ↑   Державний архів Львівської області, su archivelviv.gov.ua. URL consultato il 19 dicembre 2016 (archiviato dall'url originale il 5 gennaio 2017).
16. ↑  Niall Ferguson, The War of the World, Penguin Press, New York, 2006, p. 455.
17. ↑  Grzegorz Motyka, W kręgu Łun w Bieszczadach, 2009, p. 13.
18. ↑  "The tragic massacre in Volyn remembered", The Economist, 15 luglio 2013.
19. ↑  "Poland's president expresses regret over 1947 Akcja Wisla Archiviato il 6 agosto 2020 in Internet Archive.", The Ukrainian Weekly, 28 aprile 2002.
20. ↑   Per Anders Rudling, The Return of the Ukrainian Far Right: The Case of VO Svoboda, in Wodak e Richardson (a cura di), Analysing Fascist Discourse: European Fascism in Talk and Text, New York, Routledge, 2013,  pp. 229–35. URL consultato il 13 febbraio 2014.
«Durante la Guerra fredda, lo spionaggio statunitense, tedesco occidentale e britannico utilizzarono varie fazioni dell'OUN nella guerra ideologica e in azioni segrete contro l'Unione Sovietica (Breitman e Goda, 2010, pp. 73– 98; Breitman, Goda, Naftali e Wolfe, 2005). Finanziati dalla CIA, che sponsorizzò l'immigrazione di Lebed negli Stati Uniti e lo protesse dal processo penale per crimini di guerra, gli attivisti dell'OUN(z) formarono il nucleo della Proloh Research and Publishing Association, un editore semiaccademico pro-nazionalista»
21. ↑   Andreas Umland e Anton Shekhovstsov, Ultraright Party Politics in Post-Soviet Ukraine and the Puzzle of the Electoral Marginalism of Ukraine Ultranationalists in 1994-2009., in Russian Politics and Law, vol. 51, n. 5, 2013,  pp. 33-58, DOI:10.2753/rup1061-1940510502.
«Nel 1990, uno dei più noti partiti nazionalisti —l'Assemblea Nazionale Ucraina (UNA), guidata da Dmytro Korchyns’kyi — fu fondato a Leopoli… Nella stessa Leopoli, l'UNA-UNSD divenne un fenomeno mediatico, anche grazie alla sua deliberata provocazione diretta contro le forze di sinistra e pro-russe e ai suoi frequenti scontri con la polizia. Ma l'UNA ebbe poco successo politico… Il secondo partito più noto di ultradestra a emergere all'inizio degli anni 1990 fu il Congresso dei Nazionalisti Ucraini (CUN)— un erede diretto dell'Organizzazione dei Nazionalisti Ucraini (Bandera) (OUN-B), che Stepan Bandera guidò nel 1940 dopo una spaccatura nell'OUN originale. La continuità tra l'OUN-B e il CUN fu assicurata dal ritorno dall'emigrazione di Iaroslava Stets'ko, ex membro dell'OUN-B e vedova di Iaroslav Stets’ko, uno dei capi dell'OUN-B e dell'Esercito Insurrezionale Ucraino»
22. ↑   Per Anders Rudling, They Defended Ukraine: The 14 Waffen-Granadier-Division der SS (Galizische Nr. 1) Revisited, in Slavic Military Studies, vol. 25, 2013,  p. 231. URL consultato il 13 febbraio 2014.
«Mentre il successore di Yushchenko, Viktor Yanukovych, ha revocato lo status di eroe di Bandera e Shukhevych e ha in gran parte posto fine al culto di stato degli ultranazionalisti, in Ucraina Occidentale, l'apologetica per le Waffen-SS Galizien sta entrando nella visione più tradizionale. Il 28 aprile 2011, 68º anniversario della fondazione delle Waffen-SS Galizien, i neofascisti 'nazionalisti autonomi', insieme al partito di estrema destra Svoboda, che domina la giunta municipale di Leopoli, organizzarono una marcia attraverso la città. Guidati dall'ideologo di Svoboda Iurii Mykhal’chyshyn del consiglio municipale di Leopoli, i quasi 700 partecipanti (2.000 secondo gli organizzatori), portando bandiere con simboli neonazisti, marciarono lungo le strade di Leopoli, gridando slogan come 'Halychyna — divisione di eroi!', e ’Una sola razza, una sola nazione, una sola Patria! Svoboda, che domina il consiglio comunale di Leopoli, decorò,la città con cartelloni con il simbolo dell'unità, accompagnato dagli slogan 'il tesoro della nazione' e 'difesero l'Ucraina'.»»
23. 1 2   Per Anders Rudling, Analysing Fascist Discourse: European Fascism in Talk and Text, Routledge, 2013,  pp. 229-235.
24. ↑   Andreas Umland e Anton Shekhovstsov, Ultraright Party Politics in Post-Soviet Ukraine and the Puzzle of the Electoral Marginalism of Ukraine Ultranationalists in 1994–2009., in Russian Politics and Law, vol. 51, n. 5, 2013,  pp. 33-58, DOI:10.2753/rup1061-1940510502.
«In 1990, one of the best known nationalist parties—the Ukrainian National Assembly (UNA), headed by Dmytro Korchyns'kyi—was established in Lviv ... . In Ukraine itself, the UNA-UNSD became a media phenomenon, not least thanks to its deliberate provocation aimed at left-wing and pro-Russian forces and its frequent clashes with the police. But the UNA had little political success ... . The second best-known ultraright party to emerge at the beginning of the 1990s was the Congress of Ukrainian Nationalists (CUN)—a direct heir of the Organization of Ukrainian Nationalists (Bandera) (OUN-B), which Stepan Bandera headed in 1940 after a split in the original OUN. The continuity between the OUN-B and the CUN was ensured by the return from abroad of Iaroslava Stets'ko, a former member of the OUN-B and the widow of Iaroslav Stets'ko, one of the leaders of the OUN-B and the Ukrainian Insurgent Army»
25. ↑   Per Anders Rudling, 'They Defended Ukraine': The 14. Waffen-Grenadier-Division der SS (Galizische Nr. 1) Revisited, in The Journal of Slavic Military Studies, vol. 25, n. 3, 1º July 2012,  pp. 329-368, DOI:10.1080/13518046.2012.705633, ISSN 1351-8046 (WC · ACNP).
26. ↑   Зеленський присвоїв ім'я Євгена Коновальця 131-му окремому розвідбатальйону Сухопутних військ ЗСУ [Il presidente Zelenskyi intitola a Yevhenii Konovalets il 131º battaglione separato di ricognizione delle Forze armate dell'Ucraina], su hromadske.radio.
27. ↑   В ЗСУ з’явився батальйон Євгена Коновальця [Il battaglione di Yevhen Konovalets compare nelle Forze armate ucraine], su istpravda.com.ua.
28. ↑   On the Day of Defenders of Ukraine, the President presented state awards and took part in the oath taking by military lyceum students, su president.gov.ua.
29. 1 2  (EN) Illia Ponomarenko, Former WWII nationalist guerrillas granted veteran status in Ukraine, in Kyiv Post, 26 marzo 2019.